# Cranbrook
Pour les articles homonymes, voir Cranbrook (homonymie).
Cranbrook est une cité (city) de la Colombie-Britannique (Canada) et le chef-lieu du district régional d'East Kootenay. Elle a été incorporée le 1er novembre 1905.

## Histoire
Les premiers habitants de la région étaient les Amérindiens appartenant à la tribu des Kootenays. Le premier toponyme connu pour le site actuel de Cranbrook était Joseph's Prairie du nom d'un chef indien local. Le terrain fut officiellement pré-empté le 25 mars 1872 par John Thomas Galbraith[réf. nécessaire].
Un des premiers colons, le colonel James Baker, par la suite ministre de l'éducation de la Colombie-Britannique, s'y établit en 1885 et appela son domaine « Cranbrook Farm », d'après le nom du petit bourg de Cranbrook situé dans le Kent (Angleterre) d'où il était originaire[réf. nécessaire].
Cranbrook est le lieu de naissance du futur membre de Temple de la renommée du hockey, Steve Yzerman.

## Climat
| Mois                                  | jan.       | fév.       | mars      | avril      | mai        | juin      | jui.      | août      | sep.       | oct.       | nov.       | déc.      | année           |
| ------------------------------------- | ---------- | ---------- | --------- | ---------- | ---------- | --------- | --------- | --------- | ---------- | ---------- | ---------- | --------- | --------------- |
| Température minimale moyenne (°C)     | −10,2      | −8,3       | −3,5      | 0,3        | 4,7        | 8,4       | 11,2      | 10,3      | 5,3        | −0,3       | −5,2       | −11       | 0,1             |
| Température moyenne (°C)              | −6,1       | −3,2       | 2         | 6,6        | 11,3       | 15        | 18,7      | 18,2      | 12,6       | 5,7        | −1,3       | −7,2      | 6               |
| Température maximale moyenne (°C)     | −1,9       | 1,9        | 7,5       | 12,9       | 17,9       | 21,6      | 26,2      | 26        | 19,9       | 11,7       | 2,7        | −3,4      | 11,9            |
| Record de froid (°C) date du record   | −41,1 1950 | −37,2 1933 | −30 1955  | −17,2 1936 | −12,2 1954 | −4,4 1920 | −1,7 1930 | −5 1902   | −12,2 1926 | −29,4 1935 | −31,8 1985 | −40 1968  | −41,1 1/19/1950 |
| Record de chaleur (°C) date du record | 13,9 2005  | 13,5 1995  | 22,4 2004 | 30,6 1910  | 34,2 1986  | 40,1 2021 | 38,9 1941 | 40,5 2018 | 33,9 1934  | 29,4 1911  | 19,5 1981  | 13,3 1939 | 40,5 10/8/2018  |
| Ensoleillement (h)                    | 63,5       | 106,9      | 163,2     | 215        | 256,7      | 267,8     | 315,1     | 302,7     | 218,2      | 159,5      | 69,8       | 51,9      | 2 190,5         |
| Précipitations (mm)                   | 25,5       | 18,9       | 22,2      | 24,6       | 46,1       | 62,2      | 38,3      | 28        | 31,3       | 20,1       | 35,3       | 32,7      | 385,3           |
| dont neige (cm)                       | 25,3       | 18,2       | 12,5      | 5,4        | 1,5        | 0         | 0         | 0         | 0,6        | 3,8        | 23,7       | 34,4      | 125,3           |
| Nombre de jours avec précipitations   | 11,1       | 8,5        | 9,2       | 8,8        | 11,6       | 13,6      | 9,2       | 8,4       | 8,4        | 8,2        | 11,8       | 12,8      | 121,5           |
| Humidité relative (%)                 | 70,6       | 58,7       | 47,7      | 40,9       | 41         | 42,2      | 35,7      | 35,6      | 41,3       | 49,7       | 67,1       | 73,4      | 50,3            |
| Nombre de jours avec neige            | 10,4       | 7,2        | 5,6       | 2,7        | 0,7        | 0         | 0         | 0         | 0,1        | 1,2        | 7,6        | 12,2      | 47,8            |

| Diagramme climatique                                  |             |             |             |             |             |              |          |             |              |             |             |
| J                                                     | F           | M           | A           | M           | J           | J            | A        | S           | O            | N           | D           |
| −1,9−10,225,5                                         | 1,9−8,318,9 | 7,5−3,522,2 | 12,90,324,6 | 17,94,746,1 | 21,68,462,2 | 26,211,238,3 | 2610,328 | 19,95,331,3 | 11,7−0,320,1 | 2,7−5,235,3 | −3,4−1132,7 |
| Moyennes : • Temp. maxi et mini °C • Précipitation mm |             |             |             |             |             |              |          |             |              |             |             |

## Démographie
En tant que localité désignée dans le recensement de 2011, Cranbrook a une population de 19 319 habitants dans 8 141 de ses 8 509 logements, soit une variation de 5,4 % par rapport à la population de 2006. Avec une superficie de 31,95 km2, cette cité possède une densité de population de 604,7 hab/km2 en 2011.
Concernant le recensement de 2006, Cranbrook abritait 21 940 habitants dans 9 748 de ses 10 177 logements. Avec une superficie de 26,68 km2, cette cité possédait une densité de population de 822,3 hab/km2 en 2006.
| 2001   | 2006   | 2011   | 2016   |
| ------ | ------ | ------ | ------ |
| 18 517 | 18 267 | 19 319 | 20 047 |

## Personnalités
- Steve Yzerman, joueur de hockey retraité membre du temple de la renommée